# Санта-Марія (аеропорт, Азорські острови)
Аеропорт Санта-Марія (IATA: SMA, ICAO: LPAZ) - міжнародний аеропорт, розташований за 5 км (3,1 милі) на північний захід від урбанізованої зони Віла-ду-Порту на острові Санта-Марія в португальському автономному регіоні Азорські острови. Основний центр трансатлантичних подорожей до кінця 20-го століття, він був побудований на початку Другої світової війни для захисту конвоїв американських військ, яким передані повноваження до її кінця. З цього періоду аеродром набув комерційної ролі, посиленої міжострівними подорожами та сполученнями з Європою, що призвело до того, що він отримав обов’язки зв’язку для північноатлантичного сектора повітряного простору.